# 弗拉基米尔·阿尔谢尼耶夫

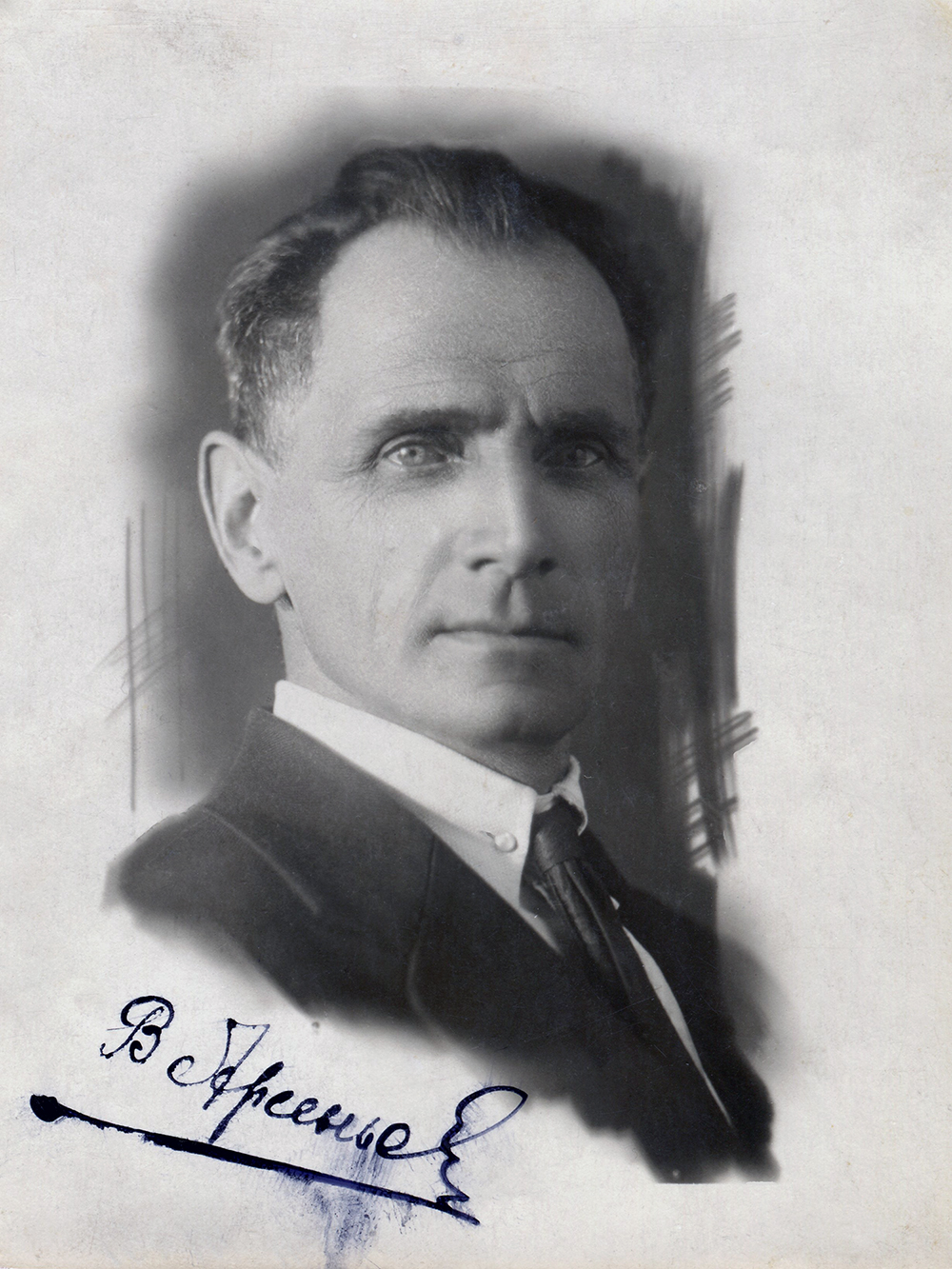
弗拉基米爾·阿爾森尼耶夫

弗拉基米爾·克拉夫季耶维奇·阿爾謝尼耶夫（俄语：Влади́мир Кла́вдиевич Арсе́ньев，1872年9月10日—1930年9月4日），俄罗斯探险家、作家。
出生在圣彼得堡。母亲原本是农奴，后来成为莫斯科铁路的管理员。阿森尼耶夫毕业于军事学校，后来带领探险队前往远东的森林。1902年至1907年，他带领探险队探查乌苏里江盆地及符拉迪沃斯托克北部，与那乃人（赫哲族）人向导德苏·乌札拉出现友谊。
俄国内战期间，他住在符拉迪沃斯托克，成为远东共和国的少数民族的人民委员。1922年，远东共和国被苏联兼并，他拒绝移民，仍留在了符拉迪沃斯托克。1923年，他出版了一本名为“德蘇·烏札拉”的書，记述了先前在乌苏里江勘探之行。
阿尔森尼耶夫在1930年逝世。他的遗孀玛格丽塔·尼古拉耶夫娜·阿尔谢尼耶娃（Margarita Nikolaevna Arsenieva）在大清洗中被控告是地下叛乱组织的间谍和破坏者，被逮捕并处决。他们的女儿娜塔莉亚（Natalya）后来被逮捕送进了古拉格。
位于海参崴的阿尔谢尼耶夫远东历史博物馆以他的名字命名。